# ブルック・アン・デア・ライタ郡

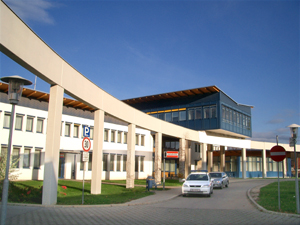
ブルック・アン・デア・ライタ郡庁舎

ブルック・アン・デア・ライタ郡
Bezirk Bruck an der Leitha

ブルック・アン・デア・ライタ郡（ブルック・アン・デア・ライタぐん、独: Bezirk Bruck an der Leitha）は、オーストリアのニーダーエスターライヒ州にある郡（Bezirk; 行政管区とも訳される）。郡庁所在地はブルック・アン・デア・ライタ。

## 地勢
ブルック・アン・デア・ライタ郡はニーダーエスターライヒ州南東部のインドゥストリーフィアテルに位置する。西はバーデン郡、南西はブルゲンラント州アイゼンシュタット＝ウムゲーブング郡、南は同じくブルゲンラント州ノイジードル・アム・ゼー郡、北西はウィーン、北はゲンゼルンドルフ郡と接し、東はスロバキアのブラチスラヴァ州と国境を接している。

## 市町村
ブルック・アン・デア・ライタ郡には以下の33の市町村（Gemeinde; ゲマインデ）がある。そのうちブルック・アン・デア・ライタとハインブルク・アン・デア・ドナウ、マナースドルフ・アム・ライタゲビルゲ、フィッシャムエント、シュヴェヒャトの5自治体が市（Stadt）に、14自治体が町（Marktgemeinde; 市場町）に指定されている。
2017年1月1日にウィーン＝ウムゲーブンク郡の解散に伴い、13自治体がブルック・アン・デア・ライタ郡に編入された。

ブルック・アン・デア・ライタ郡各自治体の位置

- アウ・アム・ライタベルゲ Au am Leithaberge （町）
- バート・ドイチュ＝アルテンブルク Bad Deutsch-Altenburg （町）
- ベルク Berg
- ブルック・アン・デア・ライタ Bruck an der Leitha （市）
- エンツェルスドルフ・アン・デア・フィッシャ Enzersdorf an der Fischa （町）
- ゲットレスブルン＝アルベスタール Göttlesbrunn-Arbesthal
- ゲッツェンドルフ・アン・デア・ライタ Götzendorf an der Leitha （町）
- ハインブルク・アン・デア・ドナウ Hainburg an der Donau （市）
- ハスラウ＝マリア・エレント Haslau-Maria Ellend
- ホーフ・アム・ライタベルゲ Hof am Leithaberge （町）
- ヘーフライン Höflein
- フンツハイム Hundsheim
- マナースドルフ・アム・ライタゲビルゲ Mannersdorf am Leithagebirge （市）
- ペトロネル＝カルヌントゥム Petronell-Carnuntum （町）
- プレレンキルヒェン Prellenkirchen （町）
- ローラウ Rohrau （町）
- シャルンドルフ Scharndorf
- ゾンメライン Sommerein （町）
- トラウトマンスドルフ・アン・デア・ライタ Trautmannsdorf an der Leitha （町）
- ヴォルフスタール Wolfsthal